# 羊方藏鱼
羊方藏鱼因为将鱼置于割开大快羊肉中，文火同炖而得名。
传说，彭祖的小儿子夕丁好捕鱼，彭祖因害怕他溺水而不允许他去。有一天，夕丁捕鱼回家，碰巧彭祖不在家，于是夕丁让母亲刨开正在炖煮的羊肉，将鱼藏入其中。彭祖回家来吃羊肉，感觉异常鲜美，于是如法炮制，羊方藏鱼这道菜便由此产生。据说，汉字中的「鲜」字即源于此，传说“鲜”就是因此被创造。